# Antoni Aleksander Pociej
Antoni Aleksander Pociej herbu Waga (zm. 16 lutego 1749 roku w Brześciu) – strażnik wielki litewski w latach 1729–1748,  oboźny wielki litewski w 1715 roku, regimentarz wojsk litewskich w czasie konfederacji dzikowskiej, starosta wołkowyski w 1711 roku, żyżmorski, suraski, radomyślski, stoteliski.
Najstarszy syn Kazimierza Aleksandra Pocieja i Anny Teresy z Lettowów. Był posłem na sejm 1720 roku z województwa brzeskolitewskiego. Poseł powiatu wołkowyskiego na sejm 1724 roku. Poseł brzeski na sejm nadzwyczajny 1733 roku. Elektor Stanisława Leszczyńskiego z województwa brzeskolitewskiego w 1733 roku. Członek konfederacji generalnej Wielkiego Księstwa Litewskiego w 1734 roku.